# Д’Астье де ла Вижери, Франсуа

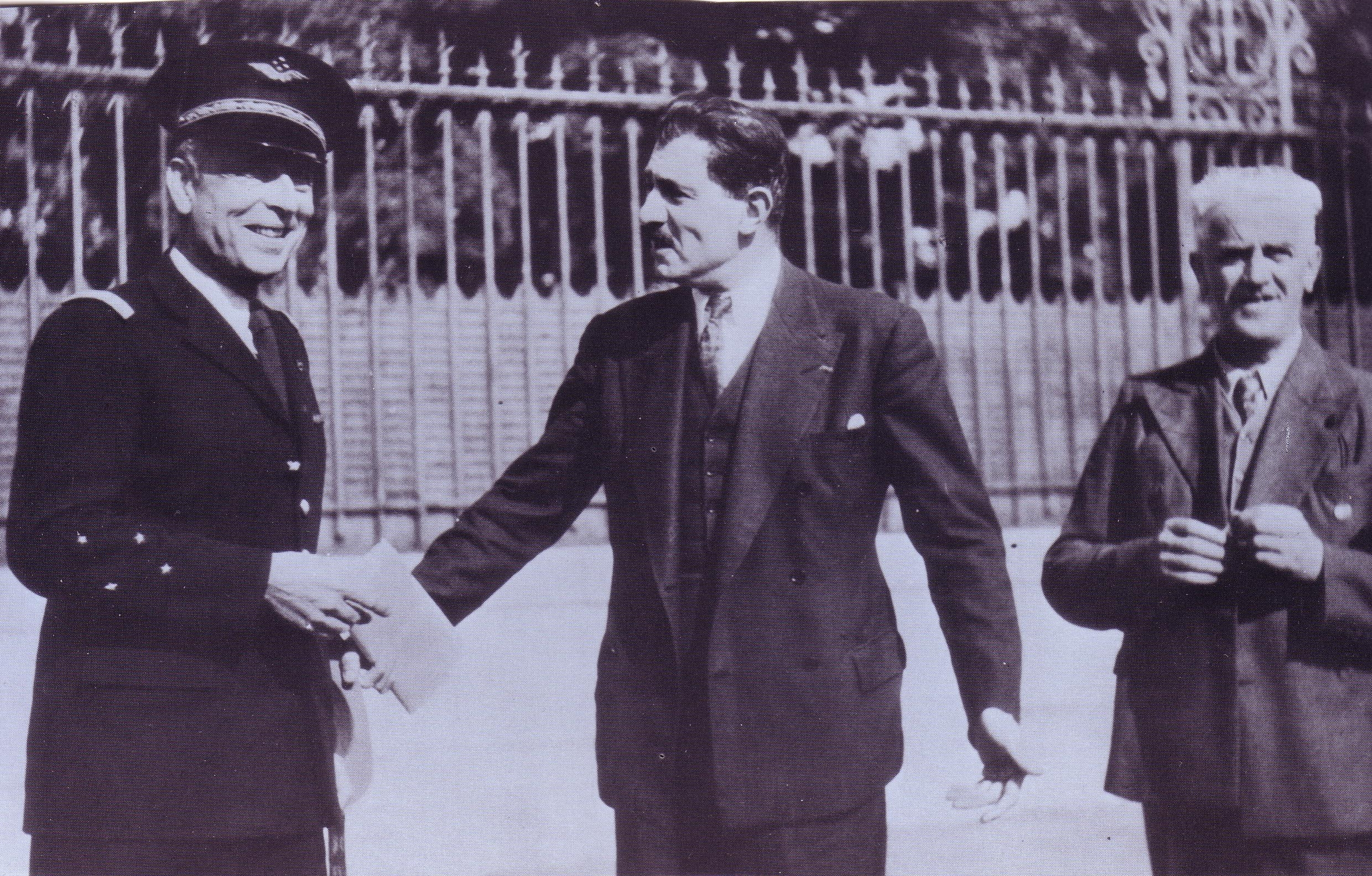
Франсуа Д’Астье де ла Вижери (слева)

Барон Франсуа Пьер Рауль Д’Астье де ла Вижери (фр. François d'Astier de La Vigerie; 7 марта 1886, Ле-Ман — 9 октября 1956, Париж) — французский военный деятель. Участник двух мировых войн, дипломат. Корпусной генерал.

## Биография
Родился в семье барона Рауля д’Астье де ла Вижери, артиллерийского офицера.
Брат Эммануэля Д’Астье де ла Вижери, общественного и государственного деятеля, писателя и поэта.
Учился в лицее Жансон-де-Сайи. В 1911 году окончил Особую военную школу Сен-Сир со званием лейтенанта. Участник Первой мировой войны. В августе 1914 года назначен офицером 1-й пехотной бригады 1-й марокканской пехотной дивизии. В 1916 году получил лицензию авиапилота, служил в ВВС Франции в истребительной эскадрилье Nieuport 65 , где его боевым товарищем был Шарль Нунжессер. В ходе многочисленных боев сбил пять вражеских самолётов, сам дважды был тяжело ранен. Окончил войну в чине капитана.
В ходе войны получил Военный крест и семь других наград.
С 1919 года занимал различные административные должности в ВВС и выполнял несколько миссий за границей, в частности в Финляндии и Италии.
С 1927 по 1929 год принимал участие в боевых действиях в Марокко, командовал авиационными центрами Феса и Южного Марокко. В июне 1929 г., в течение пятнадцати дней в горах Атласа, во главе четырёх эскадрилий, участвовал в защите, снабжении и несколько раз спасал пост из ста человек, полностью окруженный повстанцами. Дважды упомянутый в приказах по армии, в порядке исключения ему было присвоено звание подполковника. С 1931 года командовал истребительным авиаполком. В 1933 г., после стажировки в Центре перспективных военных исследований был назначен командиром 3-й истребительной авиабригады в звании полковника.
С 1936 года — бригадный генерал. С мая 1939 года — Генерал-майор, был назначен генеральным инспектором военных школ, заведующий кафедрой воздухоплавания в Колледже повышения квалификации национальной обороны. Накануне объявления войны, получил звание генерала авиакорпуса и возглавил одно из самых важных направлений командования ВВС.
Командовал Северной зоной воздушных операций (ZOAN), в которую входили две трети французских военно-воздушных сил и которая должна была выдержать немецкое наступление. С июня 1940 г. руководил воздушными сражениями Франции. После поражения в войне с Германией, предлагал вывести французскую авиацию в Северную Африку для продолжения борьбы. Под угрозой ареста правительством Петена был вынужден выехать из Франции и принять командование военно-воздушными силами Марокко под наблюдением спецслужб. В августе 1940 года был уволен из армии.
Вернувшись во Францию, принял участие в деятельности группы борцов сопротивления.
В мае 1942 г., на призыв генерала де Голля после нескольких неудачных попыток добрался до Лондона и 1 декабря был назначен помощником де Голля и членом Высшего военного комитета Сражающейся Франции. В 1943 году был назначен командующим французскими вооруженными силами в Великобритании.
После окончания Второй Мировой войны был послом Франции в Рио-де-Жанейро. Похоронен на кладбище Пер-Лашез.